# Balthasar Permoser
Balthasar Permoser (13. srpna 1651, Kammer (Traunstein) – 18. února 1732, Drážďany) byl barokní sochař a řezbář, jehož jméno je spojeno především se sochařskou výzdobou drážďanského Zwingeru a vůbec spoluprací s architektem Matthäusem Danielem Pöppelmannem. Permoserovo umělecké dílo vznikalo nejčastěji na objednávku jeho hlavního mecenáše, jímž byl saský kurfiřt a polský král August II. Silný. Padesát Permoserových tvůrčích let, která se vyznačují kontinuálním vývojem jeho sochařského stylu, se zakládá v jeho patnáctiletém pobytu v Římě a Florencii, jakož i v znalosti antického umění, z něhož až do pozdních let formálně i tematicky čerpal. Drážďanským dvorním sochařem se stal v roce 1689 na žádost Augusta II., který při své návštěvě Itálie projevil zájem o italský dvorský „vysoký“ barok. První Permoserovy drážďanské realizace se svou dramatičností odvracejí od barokního klasicismu. Vedle větších soch vytvořil rovněž četné kabinetní řezby z ebenu a slonoviny. Vrcholné období Permoserovy tvorby spadá do let 1711–1728, kdy spolupracoval s Pöppelmannem na výstavbě Drážďan jako rezidenčního města. Vliv Permoserova stylu, který se šířil zvláště prostřednictvím jeho žáků, je doložen také v Praze, Vídni, v Karlsruhe a Kodani. Repliky jeho soch sloužily jako předlohy v porcelánových manufakturách ještě v období rokoka.

## Život

### Původ, učňovská léta a pobyt v Itálii (1651–1690)
Balthasar Permoser byl pokřtěn 13. srpna 1651 v hornobavorském Kammeru v okrese Traunstein, který ovšem v době jeho narození patřil k panství kláštera Nonnberg u Salcburku, proto Permoser později své práce signoval přídomkem „von Salzburg“. Balthasar byl synem sedláka Christiana Permosera a jeho manželky Anny, roz. Pendl. Po počátečním vyučení u místního řezbáře započal dvanáctiletý Balthasar přibližně v letech 1663–1665 svá učňovská léta v Salcburku v dílně sochaře Wolfa Weißenkirchnera. Po té asi v roce 1671 nastoupil jako učedník ve Vídni u sochaře Tobiase Krackera. Kolem roku 1675 odešel do Itálie, kde zůstal téměř 15 let. Jeho cesta vedla patrně přes Benátky a Florencii do Říma, kde se seznámil s antickými sochami ve sbírkách Vatikánu a rodu Farnese stejně jako s díly Giana Lorenza Berniniho. Poté jej ke spolupráci přizval florentský sochař Giovanni Battisto Foggini (1652–1725), v jehož ateliéru vznikla Permoserova raná italská díla, např. řezby ze slonoviny a dřeva. S Fogginiho pomocí pak získal již jako samostatný umělec zakázku na sochařskou výzdobu fasády kostela Chiesa dei Santi Michele e Gaetano s monumentálními kamennými skulpturami. Permoserovy kontakty s drážďanským dvorem započaly patrně již v letech 1684/1685, když v Itálii pobýval saský kurfiřt Jan Jiří III. Jako zprostředkovatel připadá v úvahu vévoda Anton Ulrich von Braunschweig, jehož ve Florencii portrétoval a jemuž později dodal nejméně osm slonovinových řezeb. Rozhodnutí však padlo až roku 1689, kdy Florencii v rámci své kavalírské cesty navštívil uměnímilovný saský kurprinc Fridrich August, pozdější August II. Silný. V tomto roce se Permoser prokazatelně stal dvorním sochařem kurprincova otce Jana Jiřího III.

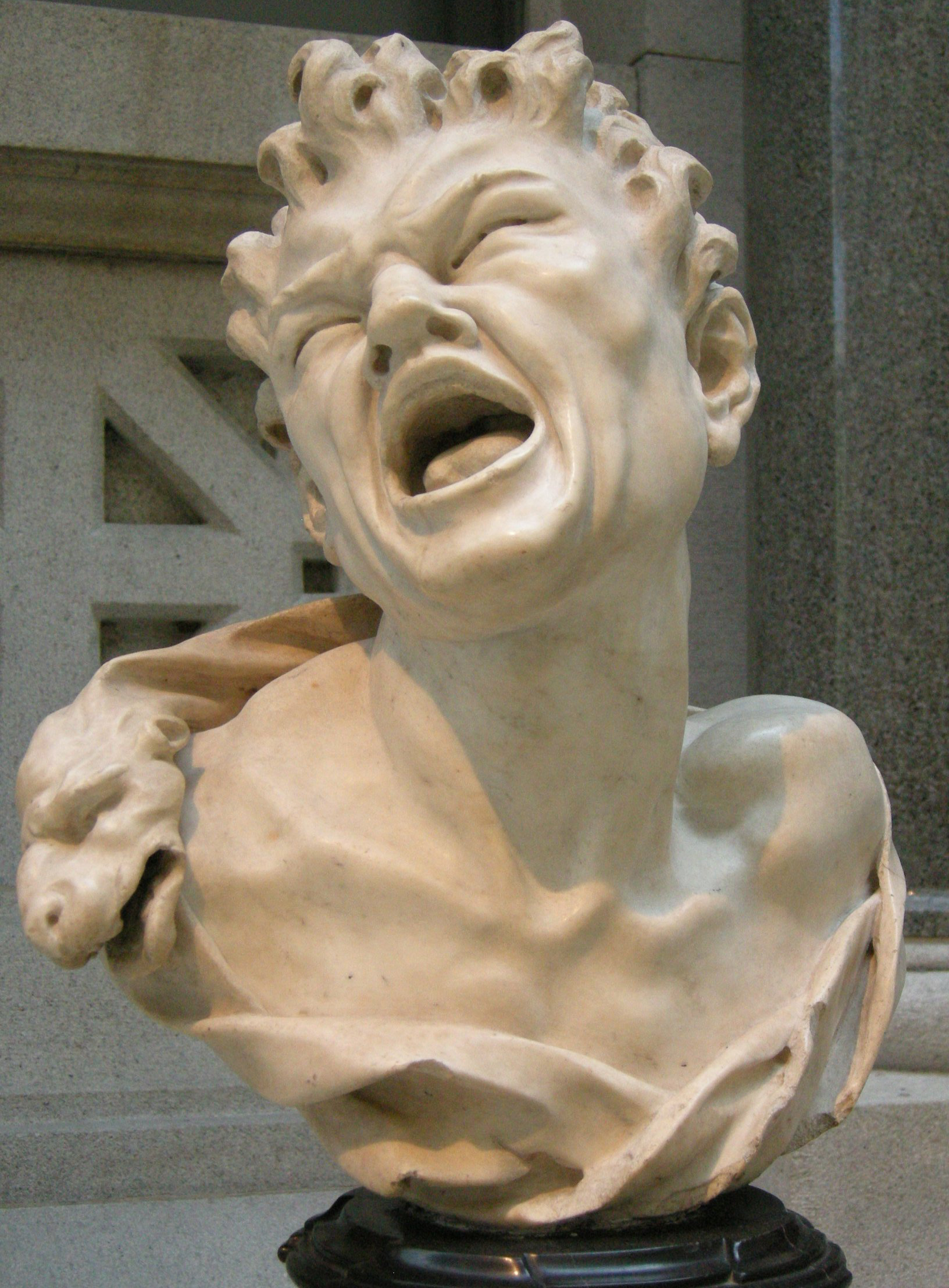
Marsyas, 1680

### Permoserova drážďanská léta (1690–1709)
V předaugustovských Drážďanech byla poptávka po kvalitní moderní architektuře, což bylo panovnickému rodu Wettinů i drážďanským měšťanům vlastní už od přestavby městského zámku Arnoldem von Westfalen. Permoser, ve Florencii nepřehlédnutelný, byl tehdy do rezidenčního města pozván především jako autor slonovinových řezeb. Jeho postavení u dvora se podobalo úřednímu postu. To, že byl katolík, evidentně nebylo žádnou překážkou. Přesto je jeho první desetiletí v Drážďanech zahaleno nejasnostmi. Vedle několika datovaných a signovaných prací je zřejmé, že podnikal delší cesty, zvláště do Salcburku a Itálie. Od roku 1692 se pole jeho působnosti rozšiřovalo, což souviselo s příchodem zlatníka Melchiora Dinglingera, jenž spolupracoval např. na Permoserových ebenových soškách Maurů. Kromě toho vytvořil několik zahradních skulptur pro vícero zadavatelů. Zlom přišel až v roce 1694, kdy nastoupil na trůn čtyřiadvacetiletý kurfiřt Fridrich August I., který po své konverzi ke katolicismu roku 1697 získal polskou korunu. Po Permoserově cestě do Ottingu v rodném Salcbursku, kde v roce 1692 při salcburské konzistoři založil a financoval podpůrnou školní nadaci, již nic nebránilo tomu, aby svým nadáním přispěl k výstavbě i uměleckému lesku rezidenčního města. Ve svých uměleckých maximách byl ovšem vždy neúprosný a na svých dílech nic nepřepracovával ani na přání krále. Soudě podle dochovaných svědectví a portrétů byl na svou dobu výstřední, nosil plnovous a odlišoval se také šedým pláštěm připomínajícím hunského krále Attilu, což bylo u agustovského dvora přinejmenším nezvyklé. Svůj plnovous, který měl od roku 1710, považoval za účinnou ochranu před nemocemi, jak to sám popsal v knize Der ohne Ursach verworffene und dahero von Rechts wegen auf den Thron der Ehren wiederum erhabene Barth (1714) podepsané průhledným pseudonymem M. Barbatius Schönbarth. Vzorem mu zde byly příklady z antiky a renesance, neboť plnovous býval znakem „důstojnosti a odvahy“. Jako svůj nedostatek pak sám přiznával cholerický temperament. August II. byl ale jako suverén ke svým umělcům tolerantní, takže jim dopřával plné tvůrčí svobody.

### Berlínské intermezzo

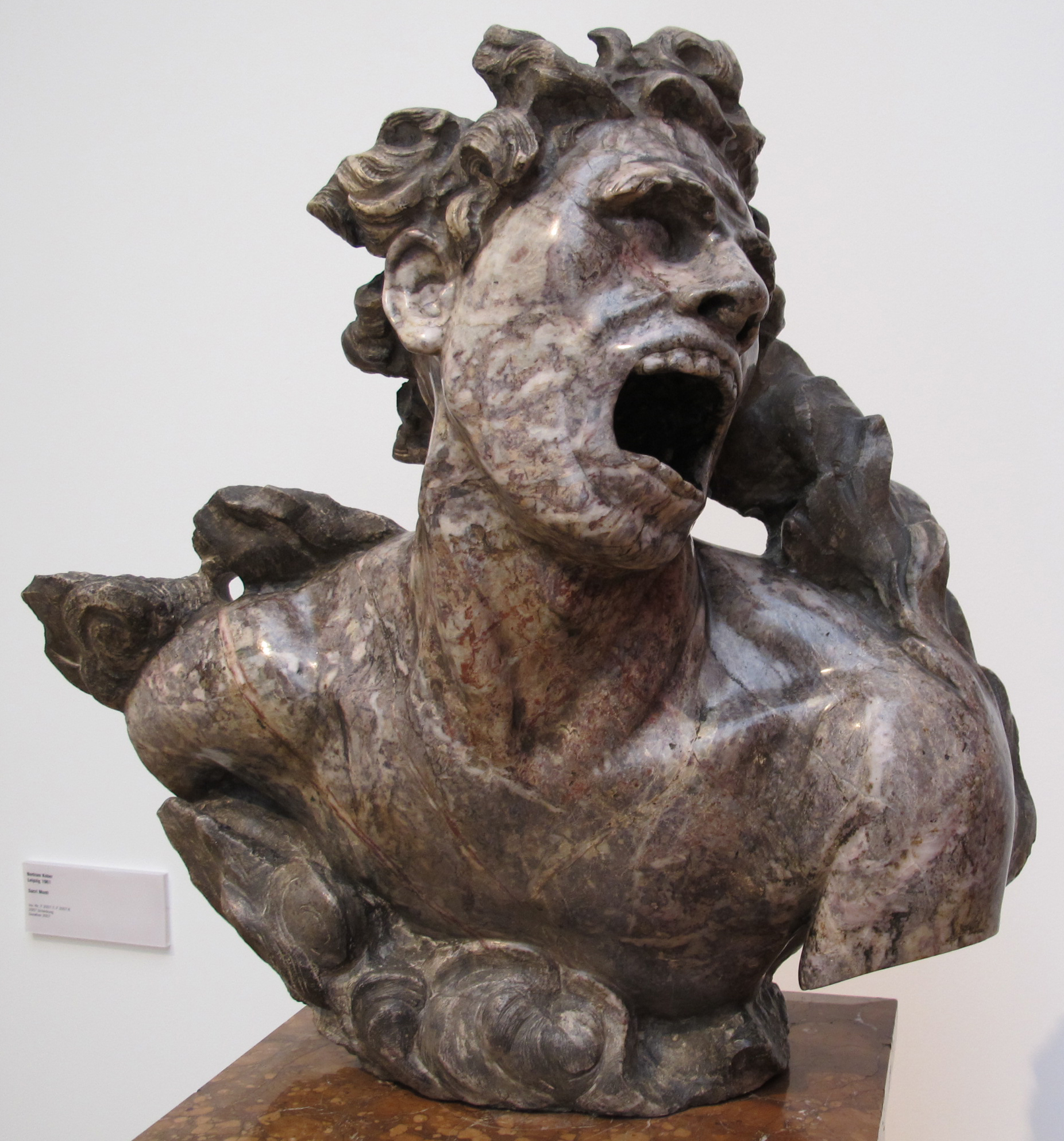
Mramorová skulptura „Zatracení“ (ca 1725)

Kolem roku 1700 návázal Permoser kontakty s berlínskými umělci a zadavateli, vzhledem k nedostatku dokumentů jsou však jeho berlínské práce obtížně datovatelné. Historik umění Cornelius Gurlitt považoval za jisté, že se podílel na sochařské výzdobě někdejšího berlínského městského zámku, kde lze usuzovat na jeho autorství několika herm, které byly jakousi předehrou k hermám v drážďanském Zwingeru. K dalším zakázkám patřily zřejmě také některé skulptury v zámku Charlottenburg, jež byly rovněž zničeny v závěru druhé světové války. Není blíže známo, zda tyto sochy byly donací Augusta II. nebo realizacemi na ukázku.

### Permoser v Drážďanech (1709–1732)

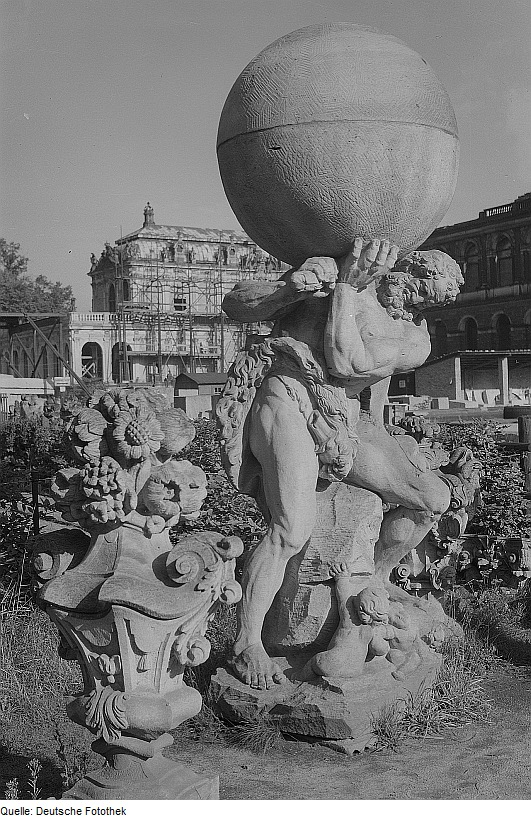
Herkules Saxonicus se zeměkoulí na Wallpavillonu v drážďanském Zwingeru (kopie)

Vrcholné období Permoserovy tvorby nastalo s koncem ruského tažení v rámci severní války v roce 1709, kdy začala plánovitá výstavba Drážďan, načež Matthäus Daniel Pöppelmann zahájil stavbu Zwingeru (1711–1728). Mezi svým šedesátým a sedmdesátým rokem tehdy Permoser vedl sochařské práce na stovkách figur, váz, hlavic, kartuší, ornamentů a kašen. Jeho nejdůležitějšími spolupracovníky byli Benjamin Thomae, Paul Heermann, Christian Kirchner, Johann Joachim Kretzschmar a Mathäus Oberschall, tedy saští sochaři nastupující generace, kteří se pod jeho vedením rozvinuli v nejvýznamnější z německých sochařských škol pozdního baroka. V pozdním Permoserově díle (asi od roku 1720) vynikají monumentální sousoší, jako je např. mramorová Apoteóza prince Eugena (1718/21, Vídeň, Dolní Belveder) a obě apotéozy Augusta II. Silného z pískovce (ca 1722/23 a 1723/25, obě zničeny v roce 1945) stejně jako sochy sv. Ambrože a sv. Augustina koncipované pro oltář bývalého katolického zámeckého kostela a dnešní katedrály Nejsvětější Trojice nazývané také Hofkirche (1724/25, lipové dřevo patinované na bílo). Neobyčejně naddimenzovaná 3,42 m vysoká skupina Ukřižování z pískovce, kterou Permoser vytesal ve věku 80 let, byla určena pro jeho náhrobek (dnes je po restaurování součástí interiéru kaple Starého katolického hřbitova v Drážďanech). Právě v pozdním věku se ukazuje síla tohoto barokního umělce obzvlášť zřetelně. Sochařské výrazové formy se sice přizpůsobují požadavkům zadavatele a smlouvy, nestávají se však eklektickými. Vedle ozdobných a projasněných figur Maurů, které vytvořil ve spolupráci s Dinglingerem ve zlatě a drahokamech, je těžiště dvorského „vysokého“ baroka zvláště v apoteózách; vedle oduševnělých církevních otců stojí v parku svobodného pána von Fletscher ve Wiederau u Pegau Venuše Anadyoméné z pískovce v životní velikosti. Tato „vícestylovost“ je pro drážďanský barok v Augustově době typická. Regionální zvláštnosti a nejrůznější konfesionální vlivy z původního Saska a katolického Polska se v ní prolínají s představami příznačnými pro osvícenský absolutismus.

## Dílo

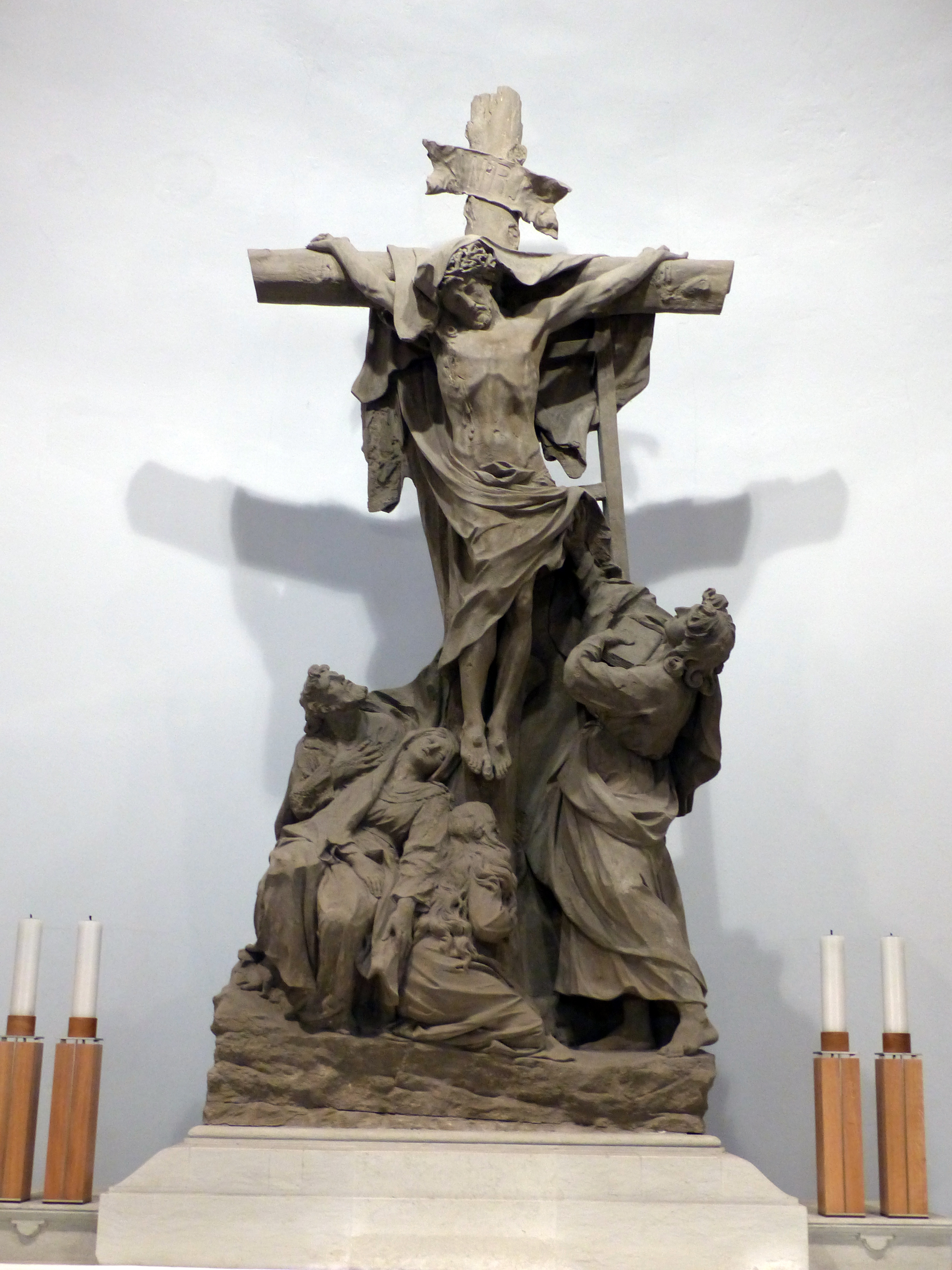
Skupina Ukřižování koncipovaná pro Permoserův vlastní náhrobek

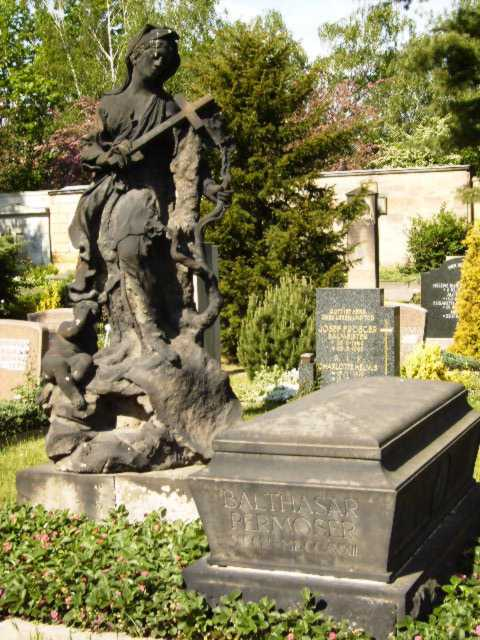
Náhrobek Balthasara Permosera na Starém katolickém hřbitově v Drážďanech

| „                    | Nikdo jako on tak nesplňoval onen princip, že dobrý malíř musí být vzdělán sochařsky a dobrý sochař zase malířsky. | “ |
| — Josef Winterhalter | |   |

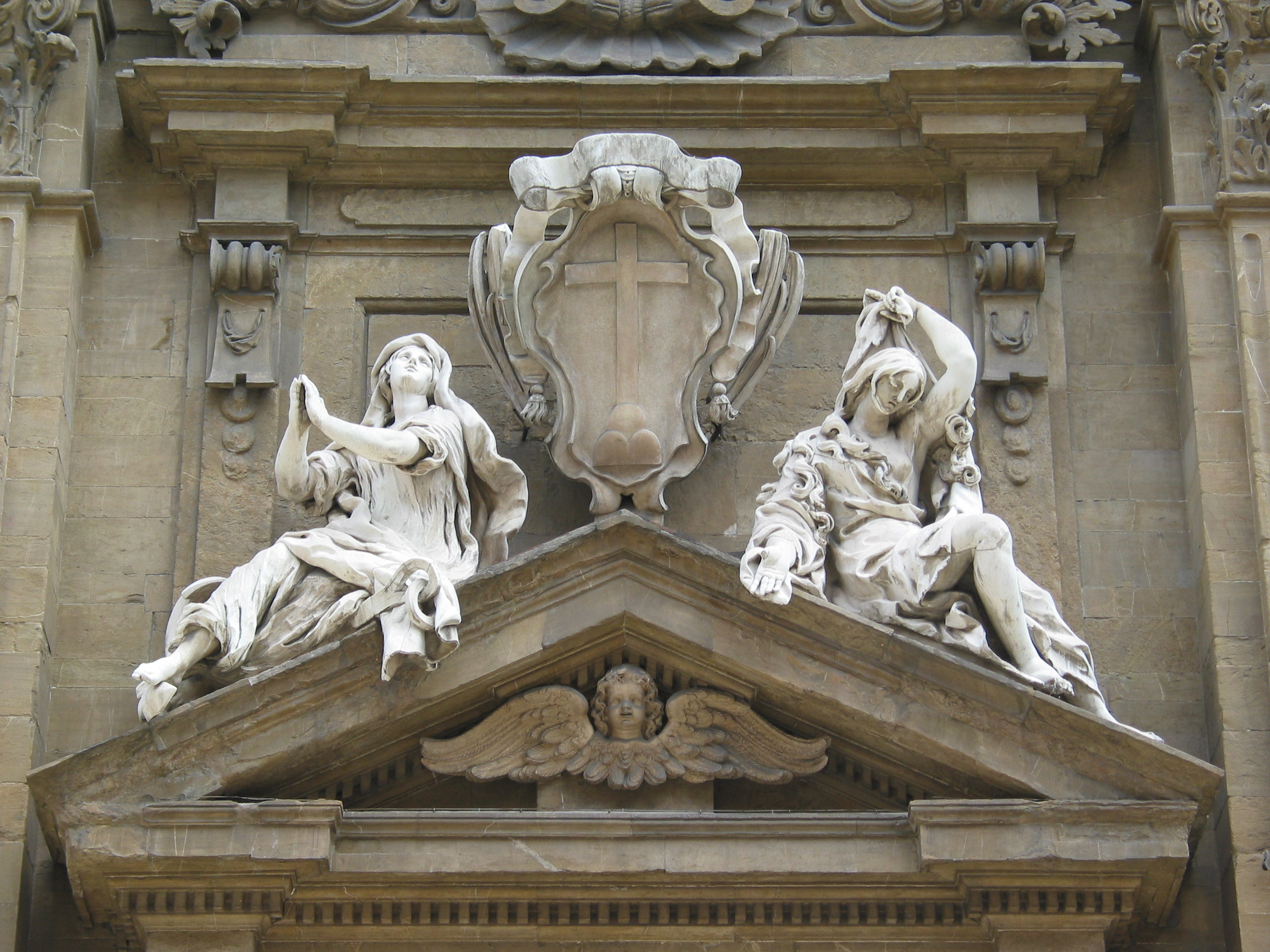
Sochařská výzdoba pro Chiesa dei Santi Michele e Gaetano (1677, Florencie)
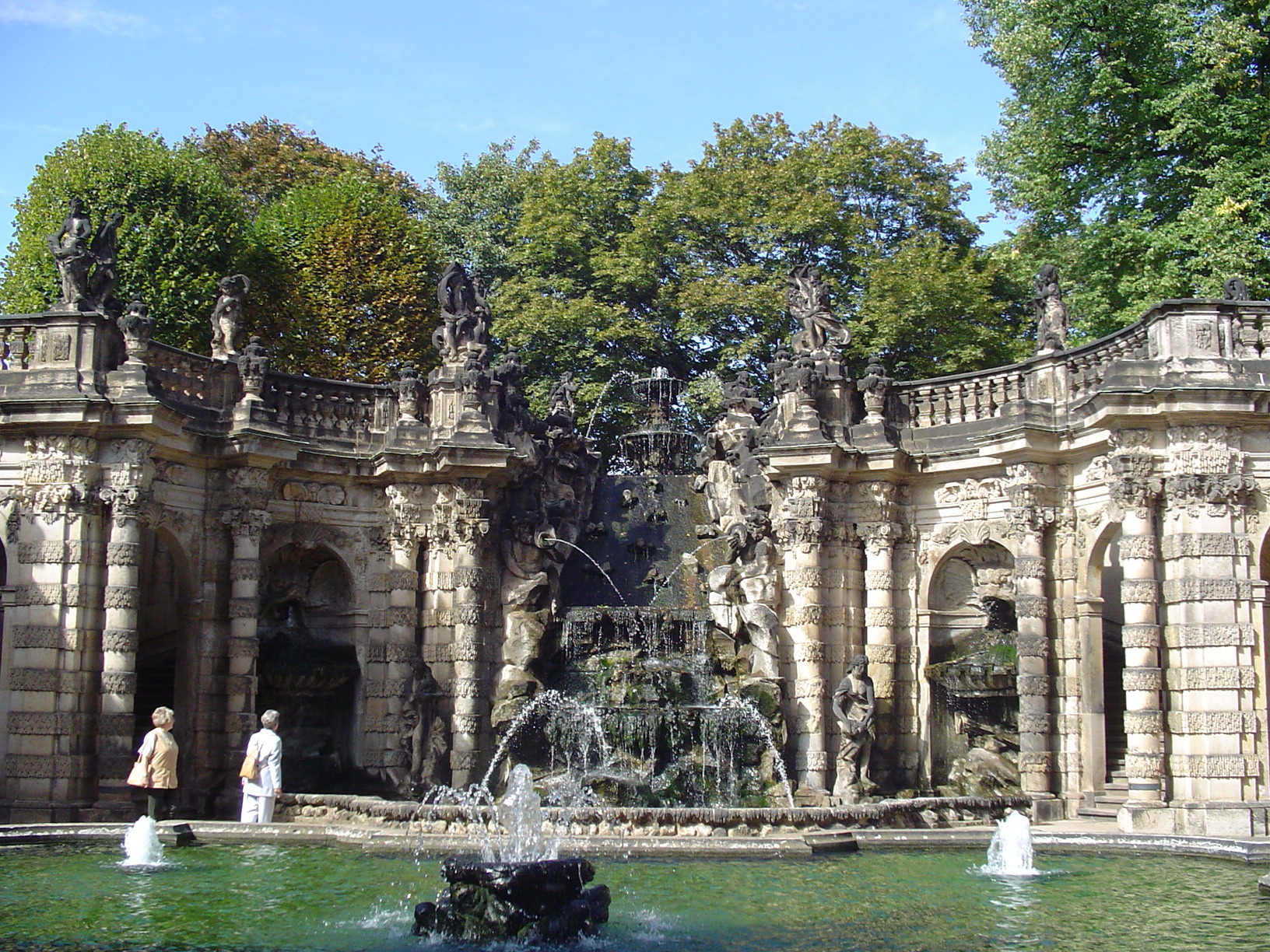
Nymfy v lázni (Nymphenbad) v drážďanském Zwingeru
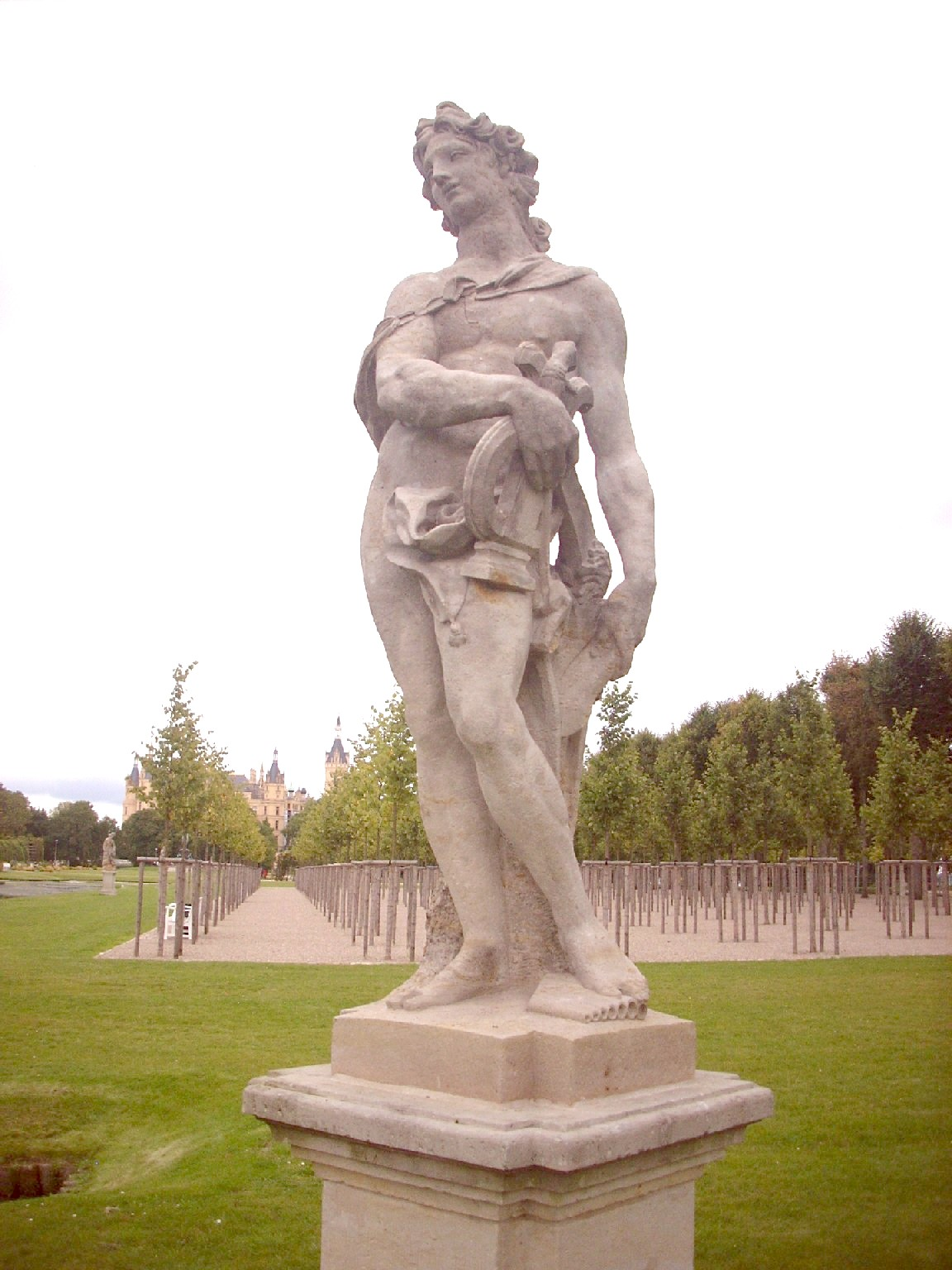
Apollón (1715/20, Schwerin)
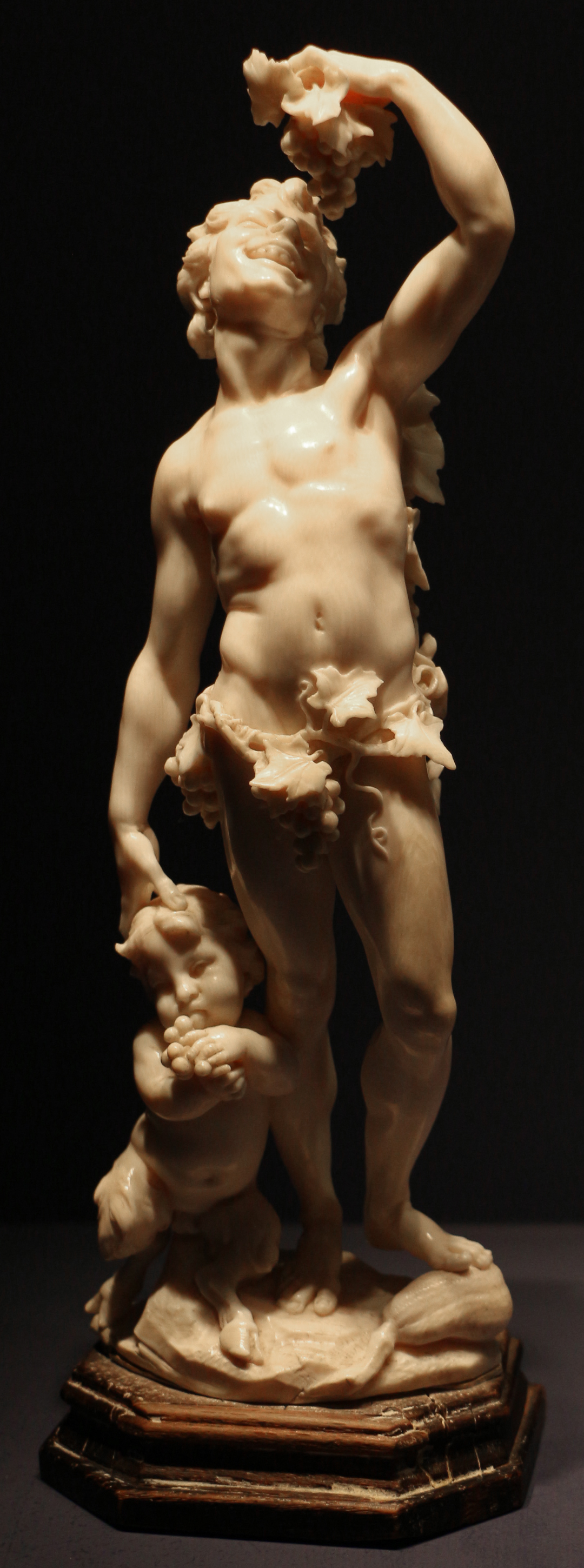
Podzim (1695)
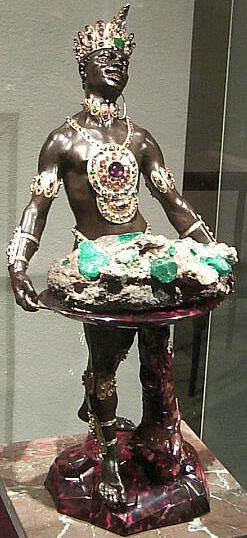
Maur se smaragdovou drúzou (1724, Grünes Gewölbe, Drážďany)
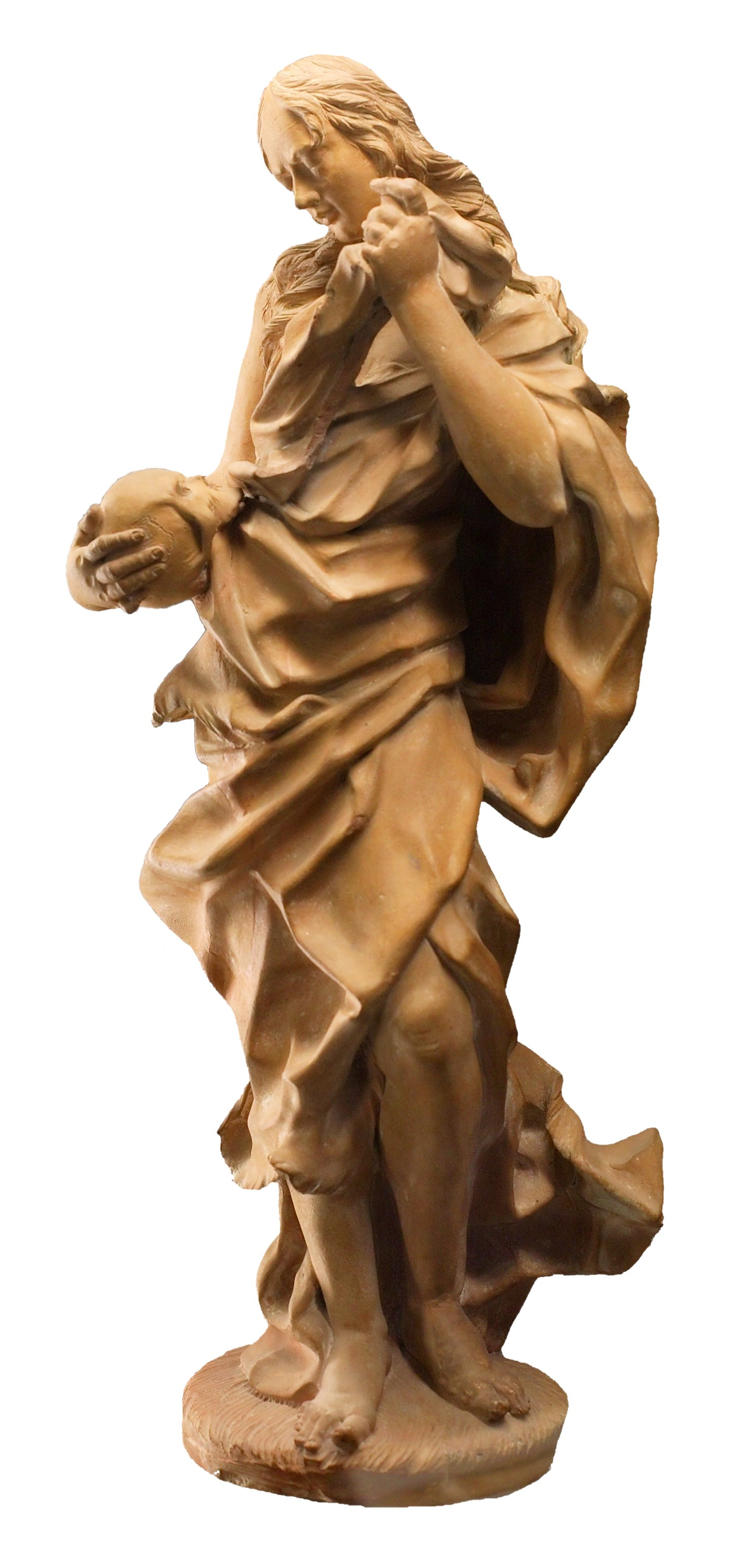
Model pro sochu sv. Máří Magdalény (Salzburger Barockmuseum)
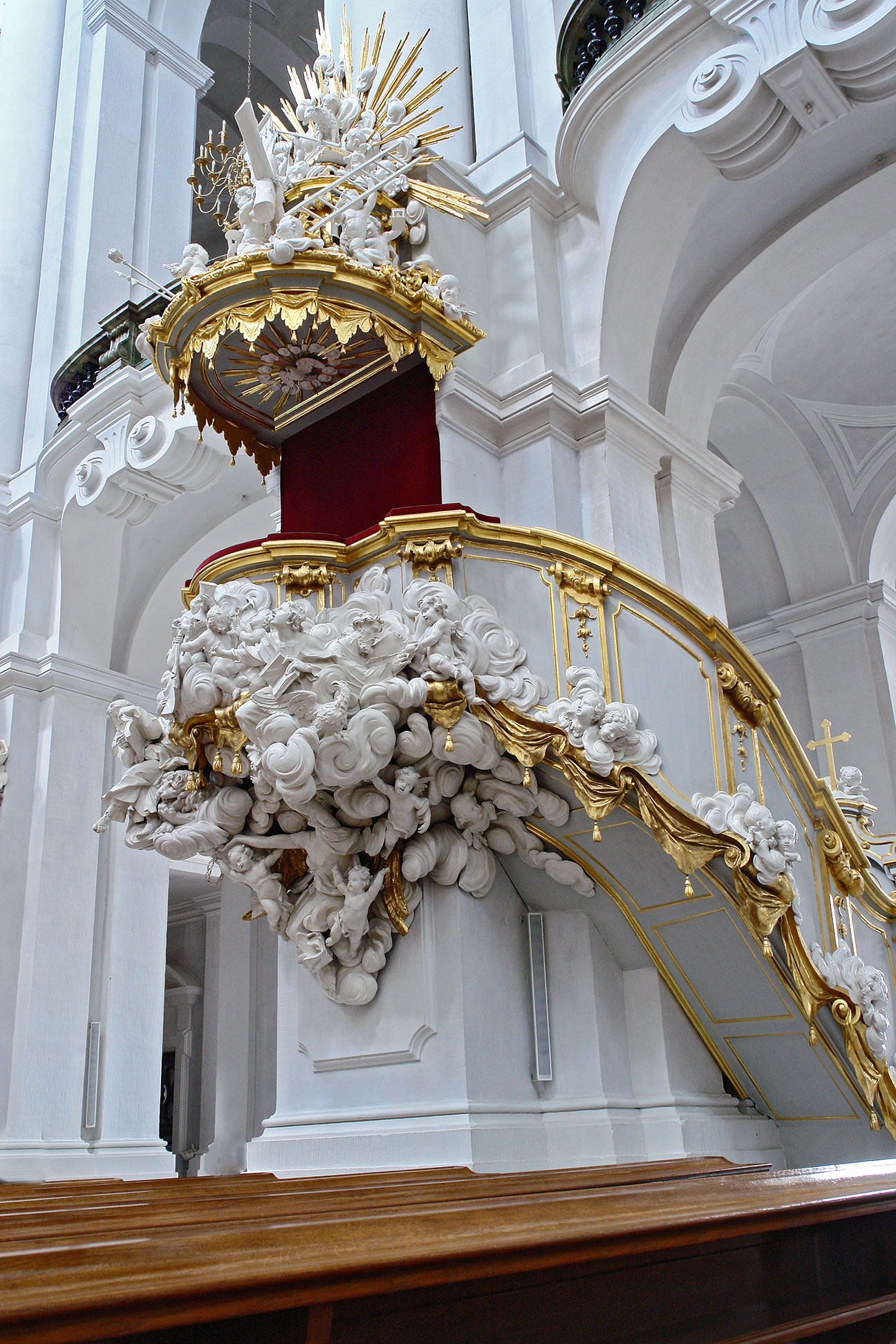
Kazatelna pro Katedrálu Nejsvětější Trojice (Hofkirche)
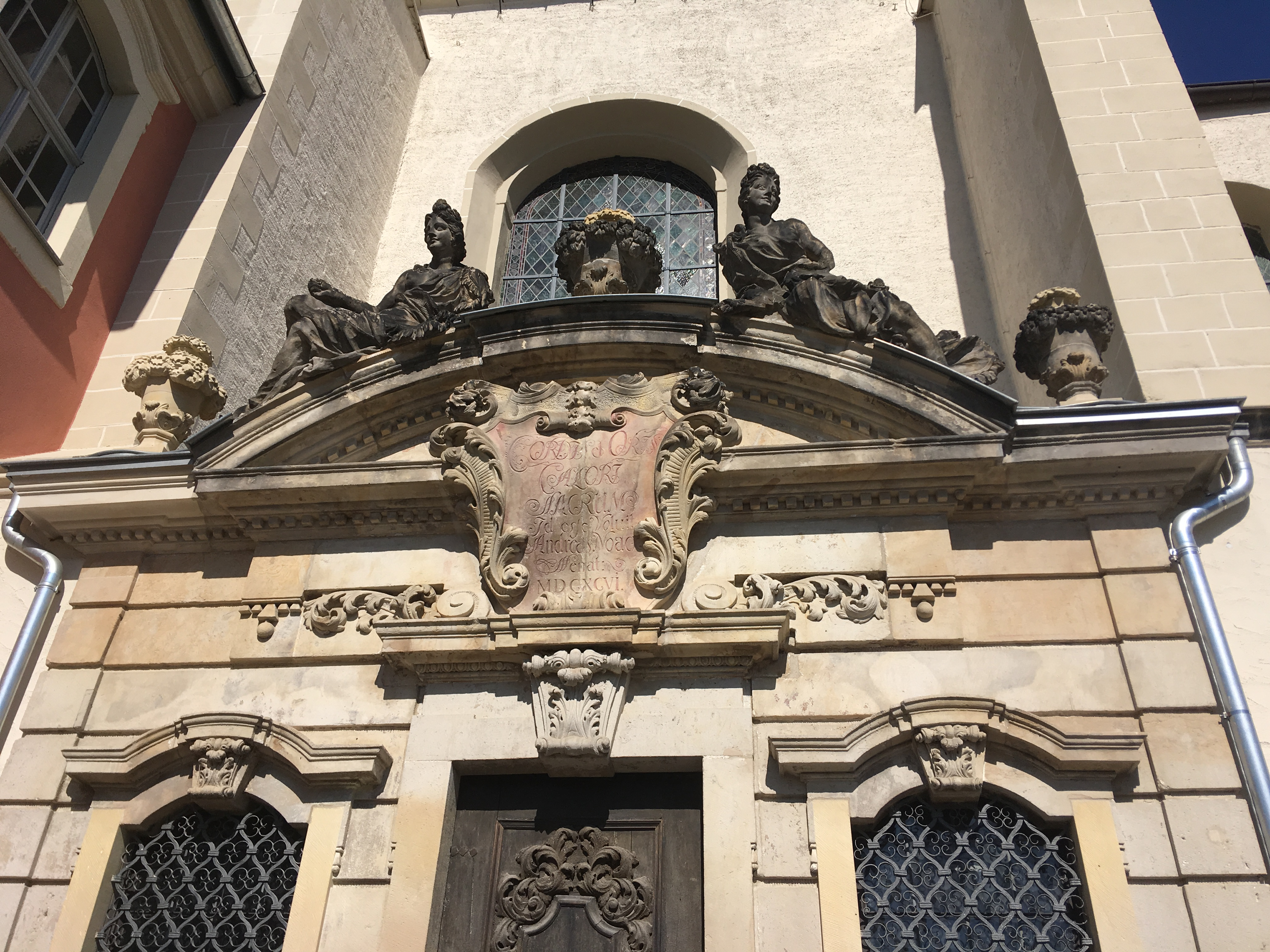
Alegorie poznání a moudrosti na štítu Noackovy lóže v kostele sv. Petra a Pavla (1705?, Žitava)

### Práce z italského období
- Rané práce ze slonoviny na antická témata (1675/77, Řím)
- Práce pro Palazzo del Grillo (1676, Řím)
- Práce pro kostel Chiesa dei Santi Michele e Gaetano (1677, Florencie)
- Slonovinový reliéf Kladení do hrobu (1677/80)
- Kompozice „Triumf kříže“ (1685)
- Práce ze slonoviny z let 1688–1689[9]

### Drážďanské práce z let 1690–1709
- Alegorie hojnosti (1703/04, Freiberg)
- Výzdoba štítu Noackovy lóže v kostele sv. Petra a Pavla (1705?, Žitava)
- Zahradní sochy: Jupiter, Juno, Mars a Venuše (1705, Lipsko)
- Drobné kabinetní sošky, reliéfy, dózy a medaile pro saského kurfiřta (Grünes Gewölbe, Drážďany)
- Skupina zahradních skulptur pro Berhmannskou zahradu v Hornu u Hamburku (1715/20, v roce 1755 přemístěno do zámeckého parku Schwerin)[10]

### Berlínské práce
- Hermy pro městský zámek (1706/07, Berlín, zničeno v roce 1945)
- Herkules jako chlapec škrtící hada (?, Zámek Charlottenburg, zničeno v roce 1945)
- Epitaf pro medailéra Raymunda Faltze (1708, Berlín)[7]

### Drážďanské práce z let 1709–1732
- Čtyři živly (1725, Drážďany)
- Náhrobek kurfiřtovy manželky (1710, Drážďany)
- Kazatelna pro Katedrálu Nejsvětější Trojice (Hofkirche)
- Budyšínský krucifix (před rokem 1713, Budyšín)
- Teplický reliéf „Nalezení léčivého pramene“ (1712/15, Teplice)
- Permoserovy práce pro Zwinger: Apollón, Minerva, Herkules se zeměkoulí na Wallpavillonu, Skupina satyrů v doprovodu Dionýsa, konzoly s fauny, Ceres, Nymfy v lázni (Nymphenbad).
- Sochy pro Friedrichsfeldský zámek (1719)
- Apoteózy prince Eugena a Augusta II. Silného (1721–25)
- Venuše Anadyoméné v Wiederau u Pegau (1724)
- Pozdní kabinetní skulptury: Maur se smaragdovou drúzou (1724)[8]

### Pozdní monumenty
- Církevní otcové (1725, Drážďany)
- Mramorová skulptura „Zatracení“ (ca 1725)
- Variace na téma Kristus u mučednického sloupu (1721–28)
- Vlastní náhrobek (1730–31)[11]

### Spisy
- PERMOSER, Balthasar. BARBAE MAJESTAS, Das ist: Ein schöner, lustiger und außführlicher REAL-DISCURS von den Bärten: In welchem angezeiget wird: 1. Die Majestätische Würdigkeit deß Barts. 2. Was für Manier deß Barts einem Mann ziere. 3. Was für Zierde, Anschen und Nutz der Bart bringe. 4. Ob man denselben soll abschneiden oder nicht. 5. Ob solches die Alten auch im brauch gehabt. 6. Wer zuerst den Bart abschneiden lassen. 7. Ob den München und Geistlichen Personen lange Bärte zu ziehen, oder abzuscheiden, gebüre. 8. Worumb die Wiebsbilder Bärte bekommen, [et]c. Alles mit anmuthigen höfflichen Argumenten und Rationen auß heiliger Schrifft, Geist- und Weltlichen Rechten, auch andern Scribenten tractirt und colligirt. Gedruckt zur Haarburgk: [s.n.], 1644 [vyšlo kolem roku 1700]. [16] listů. Dostupné online
- PERMOSER, Balthasar. Der ohne Ursach verworffene und dahero von Rechts wegen auf den Thron der Ehren wiederum erhabene Barth: bey jetzigen ohnbärtigen Zeiten sonder alle Furcht zu männigliches Wohl und Vergnägen ausgefertiget vor und von Balthasar Permosern. Franckfurth, 1714. 104 s. Dostupné online